# 英國氣象局
氣象局[註1]是英國的國家氣象機構，提供各種時標內的全球天氣預報。它屬於行政機構，接受來自商业、能源及工业策略部的運營資金。哈德萊天氣預報和研究中心也屬於該局管轄之下。

## 歷史
氣象局創立於1854年，最初只是羅伯特·菲茨羅伊管理下的商業部的一個小型次級機關，為海員提供氣象服務。
一戰結束之後，氣象局成為英國航空部的一部份。也因為這樣，氣象辦公室在許多英國皇家空軍的基地都設有單位。
1990年4月成為英國國防部下的一個行政機構，實際上此時它只是一個半政府部門，同時也進行著商業活動。2011年7月18日成為商業創新和技能部下屬機構。

## 位置
2003年9月，氣象局開始將總部從布拉克內爾搬到埃克塞特國際機場附近，新的總部建造費用為8000萬英鎊。2004年6月12日，在150年週年慶典不久之後的幾周，新總部正式啟用。此外氣象局還在阿伯丁有一個天氣預報中心，在直布羅陀和福克蘭羣島有辦事處。其他相關機構還包括雷丁大學的中尺度氣象學聯合中心（Joint Centre for Mesoscale Meteorology）及瓦林福德的海洋水文氣象研究聯合中心（Joint Centre for Hydro-Meteorological Research）。氣象局在英國的許多空軍、海軍基地也有相關單位。不過英國皇家海軍的天氣預測是由海軍本身營運的，並不經由氣象局。

## 擴展閱讀
- Hunt, Roger, "The end of weather forecasting at Met Office London" Archive.today的存檔，存档日期2013-01-05, Weather magazine, Royal Meteorological Society, June 2007, v.62, no.6, pp. 143–146
- Walker, Malcolm (J M), History of the Meteorological Office (December 2011) Cambridge University Press ISBN 978-0-521-85985-1

## 外部連結
- 官方网站
- BBC Weather Centre （页面存档备份，存于）
- BBC Shipping Forecast page （页面存档备份，存于）
- Met Office (National Meteorological) Archive
- Joint Centre for Mesoscale Meteorology at the University of Reading （页面存档备份，存于）
- Joint Centre for Hydro-Meteorological Research
- The Met office on www.top500.org
- Met Office的X（前Twitter）
- Met Office News Blog （页面存档备份，存于）
- YouTube上的英國氣象局頻道